# تمنغكونغ داينغ إبراهيم
راجا تمنغكونغ تون داينغ إبراهيم بن تمنغكونغ داينغ عبد الرحمن (8 ديسمبر 1810 - 31 يناير 1862) كان تمنغكونغ جوهر ثم المهراجا الفعلي لجوهر من 1855 إلى 1862.

## التاريخ
ولد داينغ إبراهيم في جزيرة بولان في رياو في 8 ديسمبر 1810 وهو الابن الثاني لتمنغكونغ عبد الرحمن.
في عام 1811 انتقلت عائلته إلى سنغافورة وأسست حكمًا هناك، حيث استقروا بالقرب من نهر سنغافورة الحالي. وفي عام 1823 انتقلوا إلى منطقة تيلوك بيلانجا،
في 10 مارس 1855، وقع علي إسكندر على اتفاقية مع الحكومة البريطانية في سنغافورة. على إثر هذه الاتفاقية سيُتوج علي إسكندر كسلطان جوهر ويتلقى 5000 دولار إسباني بدل 500 شهريًا، في المقابل وافق على نقل جميع سلطاته في إقليم جوهر إلى داينغ إبراهيم باستثناء كيسانغ في موار التي ستكون المنطقة الوحيدة تحت سيطرته. وبذلك أصبح تمنغكونغ داينغ إبراهيم هو المهراجا الفعلي لجوهر، أعاد تسمية هذه المنطقة باسم إسكندر بوتري وأدارها من مقر إقامته في تيلوك بيلانغا. وبعدما توفى خلفه نجله أبو بكر كأول سلطان لجوهر من نسل تمنغكونغ.